# Lysosoom
| Celbiologie |
| De dierlijke cel |
| --- |
| Animal Cell |
| Componenten van een dierlijke cel: 1. Nucleolus 2. Celkern 3. Ribosoom (blauwe puntjes) 4. Vesikel 5. Ruw endoplasmatisch reticulum 6. Golgicomplex 7. Cytoskelet 8. Glad endoplasmatisch reticulum 9. Mitochondrion 10. Vacuole 11. Cytosol 12. Lysosoom 13. Centrosoom 14. Celmembraan |
| Portaal Biologie |

Het lysosoom is een vesikel, een blaasje, dat zich in het cytoplasma bevindt. Specifieke enzymen in de lysosomen breken de afvalstoffen in de cel af, zodat de reststoffen ervan kunnen worden hergebruikt of veilig worden uitgescheiden. Lysosomen zijn in 1949 door de Belgische cytoloog Christian de Duve ontdekt.

## Werking
De onverteerde voedingsstoffen worden aangeleverd door endosomen en fagosomen. In het "secundaire lysosoom" heerst een zuur milieu met een pH van ongeveer 5. Dit is nodig omdat lysosomale enzymen alleen werken bij een dergelijk lage pH. Het is gunstig dat de enzymen alleen werken bij een lage pH, omdat ze anders de hele cel, een neutraal tot basisch milieu, zouden afbreken wanneer ze zouden vrijkomen. Het lysosoom wordt omsloten door een enkelvoudige membraan. Aan de binnenkant van de membraan zijn glycolipiden en glycoproteïnen ingebouwd, die als een beschermende laag werken, zodat de membraan niet wordt afgebroken door het zure milieu. De lysosomale enzymen worden na hun translatie op het endoplasmatisch reticulum voorzien van een mannose-6-fosfaat-groep in het "cis Golgi network" van het golgicomplex, waarna ze door het "trans Golgi network" worden herkend en worden getransporteerd.

## Classificatie
Wanneer het lysosoom zich afscheidt van het golgicomplex bevat het latente verteringsenzymen. Lysosomen in deze fase worden "primaire lysosomen" genoemd. Wanneer het primaire lysosoom samensmelt met een endosoom of fagosoom of eventueel een vacuole, wordt het een "secundair lysosoom" genoemd. De pH daalt door het naar binnen pompen van protonen en de enzymen worden actief. Als op den duur de enzymen raken uitgewerkt kunnen de partikels in de lysosomen niet meer worden verteerd. Het blaasje met onverteerde partikels wordt het restlichaampje, of het "tertiaire lysosoom", genoemd. Dit restlichaampje blijft in de cel achter of versmelt met de celmembraan waarbij de inhoud van het lysosoom de cel verlaat.

## Afwijkingen
Als er afwijkingen zijn in de werking van de lysosomale enzymen kunnen stofwisselingsziekten ontstaan waaronder de lysosomale stapelingsziekte. Een van deze lysosomale stapelingsziekten is de I-cel ziekte.
Het mannose-6-fosfaat wordt aan het enzym gebonden door het enzym uridinedifosfo(UDP)-N-acetylglucosamine:N-acetylglucosaminyl-1-fosfotransferase. Bij I-cel ziekte wordt de fosfaatgroep niet aan de enzymen gebonden, die naar de lysosomen moeten.
Hierdoor worden de lysosomale enzymen niet door het golgicomplex herkend, waardoor ze worden uitgescheiden in plaats van naar de lysosomen te worden gebracht. De lysosomen in de cellen van deze patiënten lopen op deze manier vol met reststoffen die niet worden afgebroken en de normale celactiviteiten belemmeren. Patiënten met deze ziekte bereiken vrijwel nooit hun tiende levensjaar. Lysosomen zijn in staat vacuolen met bijvoorbeeld voedsel, of beschadigde organellen af te breken waardoor de componenten weer opnieuw kunnen worden gebruikt. Deze nuttige componenten worden in de cel dus hergebruikt.